# 龐浩
龐浩（1482年—？），字師孟，山西澤州人，民籍，明朝政治人物。

## 生平
山西鄉試第十九名舉人。正德十六年（1521年）中式辛巳科會試第三百四十八名，登第三甲第一百五十七名進士。

## 家族
曾祖龐毅，曾任兵部郎中；祖父龐聰；父龐能，母牛氏。具庆下。弟澤、沐。